# Religión en Letonia
La religión principal tradicionalmente practicada en Letonia es cristianismo. A 2011, es la religión más grande (80%), aunque solo el 7% de la población asiste regularmente a servicios religiosos. La Iglesia ortodoxa letona es la primera iglesia cristiana más grande de Letonia, con adeptos principalmente entre los rusos en Letonia, mientras que el catolicismo es más frecuente en Letonia Oriental (Latgale), principalmente debido a la influencia polaca. La Iglesia luterana es la tercera denominación cristiana entre los letones étnicos debido a fuertes vínculos históricos con los países nórdicos y Alemania Septentrional (ver Liga Hanseática).  
En el año 2015, la encuesta del Eurobarómetro de la Comisión Europea arrojó resultados diferentes: el 76,7% de los letones se consideran cristianos, divididos en el 26,2% católicos el 24,0% ortodoxos orientales, 16.6% luteranos, y 9,9% otros cristianos. Las personas no afiliadas constituyeron el 22,0% de los encuestados y fueron divididos en Ateos con 4,7% y Agnósticos con 17,3%. En una encuesta de 2018, encontró que el 67% de la población letona declaró pertenecer a una denominación cristiana, dividida en 26% Iglesia ortodoxa letona, 20% Iglesia católica, 17% Iglesia luterana, 3% Iglesia vetero ortodoxa y 1% pertenecían a denominaciones cristianas más pequeñas. Un 15% se declaró ateo, otro 14% declaró creer en Dios pero no tener religión y el 2% declaró pertenecer a otra religión.

## Historia

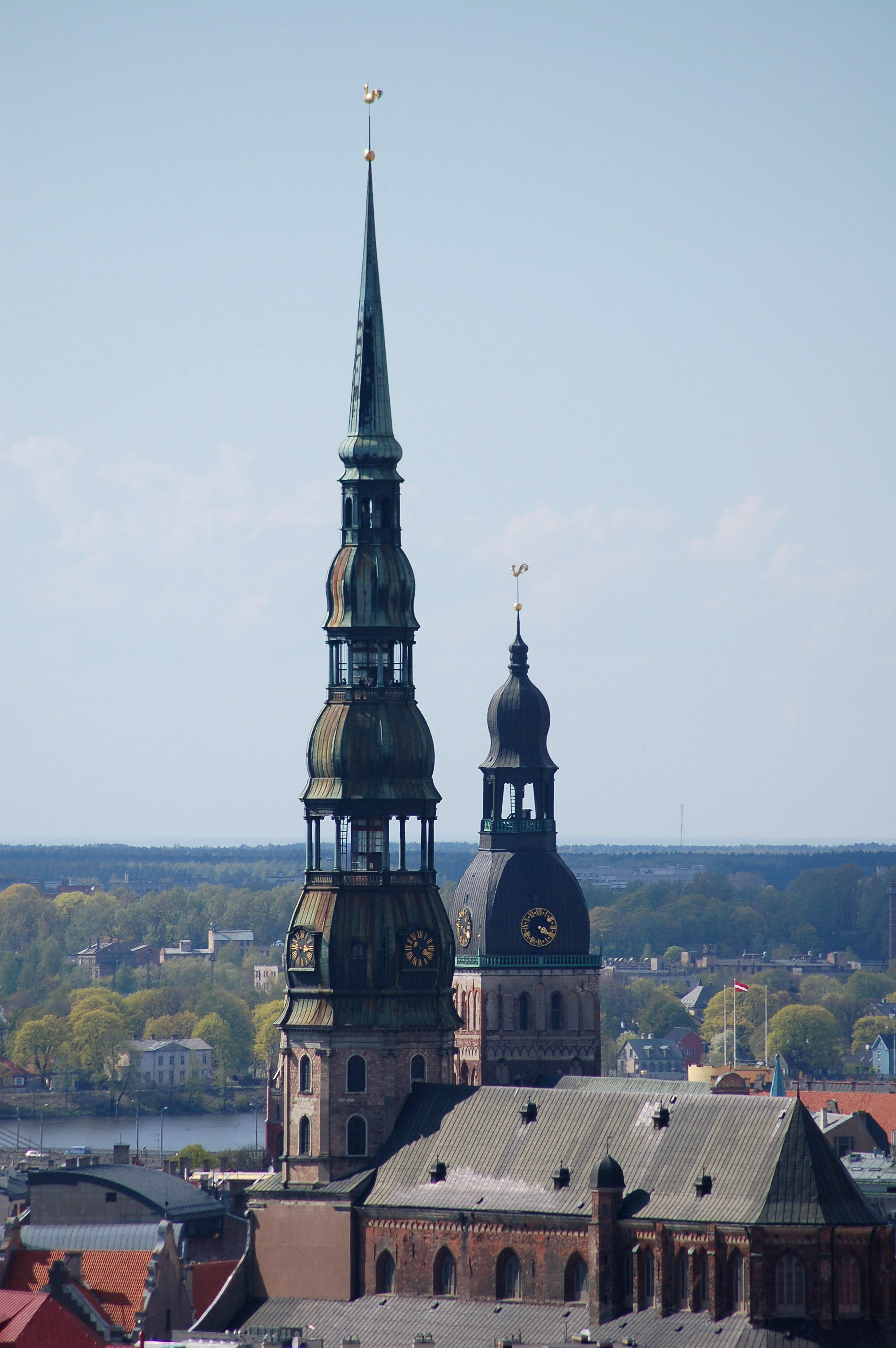
Iglesia de San Pedro (Riga)

Letonia fue una de las últimas regiones de Europa en ser cristianizada. Los habitantes de la región que ahora es Letonia una vez practicaron el paganismo finlandés y la mitología báltica, pero esta práctica disminuyó gradualmente a lo largo de los siglos. En los siglos XII y XIII, Letonia se convirtió al cristianismo católico, como los reyes cristianos de Dinamarca, Suecia y el norte de Alemania. Las órdenes militares alemanas (Orden Livona y Caballeros teutónicos) lucharon por la influencia en la región en lo que más tarde se conocería como las Cruzadas del Norte.
Partes de Letonia del Este (notablemente el Principado de Koknese y el Principado de Jersika) pronto cayeron bajo la influencia de los Vikingos gobernantes de la dinastía de Rurik, que había adoptado el cristianismo ortodoxo ya en el siglo XII. Después de sucumbir a la Orden de Livonia en el siglo XIII, la influencia de la Iglesia Ortodoxa se desvaneció hasta el siglo XVII.
En el siglo XVI durante el Cisma Protestante, la conversión al luteranismo de los príncipes y reyes del norte de Alemania y Escandinavia cambió por completo el panorama religioso en el país, aplicando el principio de Cuius regio, eius religio, obligando de esta forma a la conversión de todos los súbditos de sus posesiones en luteranos y eventualmente solo Latgale permaneció católico debido a que estaba bajo la soberanía de la mancomunidad polaco-lituana. 
A pesar de la cristianización, la población local en el campo mantuvo su sistema de creencias paganas durante varios siglos, junto con el resto de las fiestas tradicionales, Navidad (Ziemassvētki) y Semana Santa (Lieldienas) en Letonia aún conservaban en gran parte sus raíces paganas, con bolsas de paganismo que sobrevivieron en Letonia hasta el siglo XVII.
Con la conquista rusa de Letonia a finales del siglo XVII la Iglesia ortodoxa volvió a asentarse en el país enviando misiones y edificando iglesias. A pesar del éxito de las misiones en el campo, en las ciudades la Iglesia ortodoxa seguía siendo ajena a los letones. La comunidad ortodoxa del país comenzó a crecer de forma considerable desde la década de 1840, cuando los letones ortodoxos solicitaron al Zar permiso para celebrar la Divina Liturgia en su lengua nativa. La comunidad ortodoxa gozó de un éxito considerable en sus misiones entre los letones, gracias al uso del idioma letón. A finales del sigo XVIII fue construida en Riga la Iglesia de la Natividad para el culto ortodoxo. Sin embargo, dicho templo no fue bien visto por la nobleza luterana de la zona; contradictoriamente, el carácter predominantemente germano de los luteranos fue un factor importante en la conversión de casi 40 mil fieles luteranos, quienes ingresaron en la Iglesia ortodoxa. 
Antes de Segunda Guerra Mundial, 2/3 de Letonia era Protestante; abrumadoramente luterano con escasa población calvinista y casos individuales de adhesión a otras confesiones protestantes.
Debido a la política estatal de ateísmo durante la era soviética y la tendencia general europea de secularización, la religiosidad disminuyó drásticamente, y hoy en día el luteranismo cayo al tercer lugar de importancia, la Iglesia ortodoxa se convirtió en la mayoritaria y un porcentaje creciente de letones afirma no seguir ninguna religión.

## Religión en Letonia hoy
La Iglesia Evangélica Luterana de Letonia tiene 708.773 miembros. La Iglesia Católica en Letonia tiene 430.000 miembros. Históricamente, el oeste y el centro del país han sido predominantemente protestantes, mientras que el este, en particular la región de Latgale, ha sido predominantemente católico, aunque los católicos ahora son comunes en Riga y otras ciudades debido a la migración desde Latgale. Históricamente, los luteranos eran la mayoría, pero el régimen comunista debilitó el luteranismo mucho más que el catolicismo, con el resultado de que ahora hay solo un poco más de luteranos que católicos. La Iglesia Ortodoxa Letona es semiautónoma y tiene 370.000 miembros. Orthodoxy predominates among the Latvian Russian population.
Las estadísticas oficiales indican que actualmente viven en Letonia unos 4.700 judíos. Hay una comunidad musulmana de varios cientos de personas. Un movimiento moderno neopagano es el Dievturība.
La Iglesia reformada en Letonia es una pequeña denominación reformada con dos congregaciones en Riga.
A partir de 2011, el Ministerio de Justicia había registrado 1145 congregaciones. Este total incluía: Luterano (294), Católico (250), Ortodoxo (122), Bautista (94), Viejo creyente Ortodoxo (69), Pentecostal (52), Adventista del Séptimo Día (51), Evangélico (39), Nuevo Generación (18), musulmanes (17), testigos de Jehová (15), judíos (13), metodistas (12), nuevos apostólicos (11), Hare Krishna (11), Dievturi (10), budistas (4), Iglesia de Jesucristo de los Santos de los Últimos Días (mormones) (4) y otras 18 congregaciones. En 2003, el Gobierno también registró a los Científicos Cristianos como una congregación religiosa reconocida.
En 2011, las iglesias en Letonia proporcionaron las siguientes estimaciones de la membresía de la iglesia al Ministerio de Justicia:
| Adherents                   | Number  |
| --------------------------- | ------- |
| Luteranos                   | 708 773 |
| Católicos                   | 430 000 |
| Ortodoxos                   | 370 000 |
| Viejos creyentes            | 34 517  |
| Baptistas                   | 6930    |
| Adventistas del séptimo día | 4046    |
| Pentecostales               | 3268    |
| Evangélicos                 | 3171    |
| Nueva Generación            | 3020    |
| Nuevos Apostólicos          | 1268    |
| Santos de los Últimos Días  | 852     |
| Metodistas                  | 751     |
| Dievturi                    | 663     |
| Luteranos Augsburg          | 581     |
| Ejército de Salvation       | 462     |
| Judíos                      | 416     |
| Musulmanes                  | 319     |
| Luteranos alemanes          | 308     |
| Testigos de Jehová          | 290     |
| Viejos apostólicos          | 287     |
| Budistas                    | 155     |
| Reformados                  | 145     |